# Станіслав Ярошенко
Станіслав Ярошенко (нар. 1941) — радянський футболіст, нападник та півзахисник.

## Життєпис
Футбольну кар'єру розпочав 1963 року в олександрійському «Шахтарі» з Класу «Б». Наступного року перейшов до кременчуцького «Дніпра», у футболці якого зіграв 13 матчів у Класі «Б». Сезон 1965 року провів у «Ковровці» (Ковров) з Владимирської області, за який зіграв 30 матчів у чемпіонаті СРСР. Потім виїхав до Казахстану, з 1966 по 1968 рік захищав кольори «Спартака» (Семипалатинськ) та «Автомобіліста» (Костанай).